# Fortitudo-Pro Roma S.G.S.
Fortitudo-Pro Roma Società di Ginnastica e Scherma là một câu lạc bộ thể thao được thành lập vào năm 1908 với tên Fortitudo ở Rome, ở Rione Borgo, và có trụ sở ở quảng trường Piazza Adriana. Đặc biệt nổi tiếng là phần bóng đá của nó, một câu lạc bộ bóng đá Ý cũng được thành lập vào năm 1908. Câu lạc bộ được chú ý nhất khi thi đấu trong các cuộc thi đầu tiên của Giải vô địch bóng đá Ý, trước năm 1927 trở thành một trong ba câu lạc bộ có trụ sở tại Rome sáp nhập để thành lập AS Roma.
Đội bóng và tập đoàn được thành lập bởi một số huynh đệ từ trật tự Anh em của Đức Mẹ, từ năm 1859, điều hành Pontificia Scuola Pio IX, một trong những trường cổ xưa nhất ở Rome. Fortitudo (trong tiếng Anh Can đảm hoặc Sức mạnh) trên thực tế là tên của một trong bốn Đức hồng y của truyền thống Công giáo, và là một tên phổ biến ở Ý cho các đội thể thao được thành lập bởi các tổ chức tôn giáo.
Năm 1926, Fortitudo sáp nhập với Pro Roma để thành lập Fortitudo hạng Pro Roma, chỉ một năm trước khi sáp nhập vào AS Roma.

## Danh dự
Giải vô địch bóng đá Ý:
- Vô địch miền Nam: 1921-22 